# Менеуз-Москва
Менеу́з-Москва́ (рос. Менеуз-Москва, башк. Мәнәүез-Мәскәү) — село у складі Біжбуляцького району Башкортостану, Росія. Входить до складу Кош-Єлгинської сільської ради.
Населення — 261 особа (2010; 297 в 2002).
Національний склад:
- татари — 52 %
- башкири — 47 %